# بيدرو أديجي
بيدرو أديجي ملاكم فلبيني يصنف ضمن فئة وزن خفيف الوسط. حقق بطولة المجلس العالمي للملاكمة.

## إحصائيات
خاض خلال مسيرته 64 نزالا، فاز في 36 وتعادل في 7 وخسر في 21. فاز بالضربة القاضية في 15 نزالا.

## روابط خارجية
- بيدرو أديجي على موقع بوكس ريك (الإنجليزية) (registration required)